# المزه
المزه (به عربی: المزة) یک منطقهٔ مسکونی در سوریه است که در دمشق واقع شده‌است. المزه ۱۲۳٬۳۱۳ نفر جمعیت دارد.